# Gurwant
Gurwant (también Wrhwant, Gurvan, Gurwent y Gurvand en latín: Vurfandus) fue un jefe bretón que contribuyó junto con Pascweten en la muerte de Salomón.

## Señor bretón
Gurwant fue uno de los pretendientes que se disputaron la corona del ducado de Bretaña tras la muerte de Salomón (874). Aunque ningún documento de la época le da este título, se lo conoce tradicionalmente como «el conde de Rennes». Sin embargo, según André Chédeville y Hubert Guillotel, es imposible identificar con certeza la región que controlaba, aunque parece probable que fuera el norte de Bretaña. Según Morice de Beaubois, debió de casarse con la hija del rey Erispoe, y como tal trató de suceder a Salomón.
En 874, conspiró con el conde de Vannes, Pascweten, y con Wigon, hijo de Rivelon, sobrino de Salomón, para asesinar al rey. Su alianza no duró mucho: lo imprescindible para neutralizar a los demás pretendientes, en particular a los condes de Goëlo y León. Luego reinó en la Bretaña compartiendo el poder con el primero, como lo demuestran varias cartas del Cartulario de Redon («Regnante Pascweten et Worhwant Britanniam» [acta del 29 de junio del 875] y «Pacsuethen y Gurwant ipsum Salomonem perimerunt… obtinuerunt e inter se diviserunt»).
En 875, Pascweten atacó Rennes, la residencia principal de Gurwant, con la ayuda de mercenarios vikingos, pero no logró apoderarse de ella, a pesar de la aparente superioridad numérica de que gozaba frente a los defensores. Gurwant cayó enfermo en 876, lo que animó a Pascweten a acometerlo de nuevo. Gurwant logró desbaratar la ofensiva, pero murió poco después.

## Descendencia
- Su hijo putativo Judicaël, que se cree que lo sucedió como conde de Rennes,[nota 2] y que disputó a Alano el Grande, conde de Vannes, el trono de Bretaña.

- Según una hipótesis de Joëlle Quaghebeur, Oreguen/Aurken, hermana de Judicael que se piensa que desposó al conde Alano de Vannes.[6]